# Marco Emilio Scauro (console 115 a.C.)
Marco Emilio Scauro (in latino Marcus Aemilius Scaurus; in greco antico: Μάρκος Αἰμίλιος Σκαῦρος?; Roma, 163 a.C. – Roma, 89 a.C. circa) è stato un politico e militare romano, pretore nel 119 a.C., console nel 115 a.C., censore nel 109 a.C. e princeps senatus.
Uno dei più illustri rappresentanti dell'aristocrazia senatoria, fu il più influente difensore delle istanze del Senato durante i tentativi di rivoluzione di Lucio Apuleio Saturnino nel 100 a.C. e di appropriamento dei tribunali da parte dell'ordine equestre intorno all'anno 90 a.C.; fiero esponente degli optimates, appoggiò il programma politico del tribuno della plebe Marco Livio Druso nel 91 a.C.

## Origini
Apparteneva all'illustre e patrizia gens Aemilia. Il ramo Scauro (in latino scaurus significa "dalle caviglie larghe, sporgenti") di questa gens non appare quasi mai nelle fonti fino al II secolo a.C.; Tito Livio cita un tale Lucio Emilio Scauro che prese parte alle guerre siriache, comandando una parte della flotta; potrebbe essere identificato con il nonno di Scauro, il cui praenomen compare nei Fasti Capitolini. Il padre di Scauro era suo omonimo, versava in una tale condizione di povertà che fu costretto a dedicarsi al commercio del carbone, per cui lasciò al figlio solo la modesta cifra di trentacinquemila sesterzi e sei schiavi. Secondo Cicerone la memoria della famiglia di Scauro sarebbe stata del tutto cancellata se lui non l'avesse rinnovata col suo valore.

## Biografia

### Inizio della carriera
Da giovane Scauro credeva inizialmente che sarebbe divenuto un banchiere, in seguito optò per una carriera politica; iniziò a studiare retorica e divenne un famoso oratore. In seguito prestò servizio militare in Spagna (probabilmente nelle guerre celtibere), dove militò in qualità di aiutante, e poi in Sardegna sotto Lucio Aurelio Oreste, nello stesso periodo e luogo in cui Gaio Sempronio Gracco ricoprì la questura: probabilmente in questa occasione Scauro iniziò a rendere manifesta la propria avversione nei confronti della politica dei Gracchi: potrebbe essere tornato a Roma nel 124 a.C. ed essere stato tra coloro che accusarono Gaio Gracco di aver abbandonato il suo incarico prima del comandante.
Nel 123 a.C. ottenne un posto nel collegio degli auguri. Nel 122 a.C. ricoprì l'edilità curule, probabilmente la sua prima magistratura, anche se non è da rifiutare l'ipotesi che possa essere stato questore intorno agli anni prima della sua edilità; durante il suo anno da edile si interessò maggiormente alle questioni giudiziarie piuttosto che quelle relative ai ludi e ai giochi pubblici, cosa che può sia essere indicativa delle sue condizioni economiche, sia della sua opinione personale sulla celebrazione di giochi pubblici. Entro l'anno seguente probabilmente possedeva sufficienti conoscenze giuridiche e civili per ostacolare Gaio Gracco nel suo scontro col console Lucio Opimio. Anche se è chiaro che prese le parti di quest'ultimo, non è chiaro il ruolo che svolse nella repressione del movimento riformista: l'autore del De viris illustribus urbis Romae scrive che Scauro incitò personalmente il console ad agire contro il tribuno, anche se ciò è improbabile data la sua modesta auctoritas di dignità edilizia. Si può comunque supporre che nel 120 a.C. Scauro difese Lucio Opimio dall'accusa del tribuno Publio Decio Subulone. Quale che fosse il suo ruolo concreto nell'opposizione a Gracco, nel 119 a.C. riuscì ad essere eletto pretore. Lo Pseudo-Aurelio Vittore scrive che Scauro, già durante la sua pretura, era politicamente compromesso da tangenti accettate da Giugurta, ma probabilmente si tratta di un errore di datazione e di contesto, influenzato dal punto di vista di Sallustio, e potrebbe riferirsi agli anni 112-111 a.C., quando Scauro era legato di Lucio Calpurnio Bestia in Numidia.
Nel 117 a.C. uno dei sovrani della Numidia, Giugurta, uccise il fratello Iempsale, prendendo il controllo dell'intera Numidia e costringendo alla fuga suo fratello Aderbale, il quale si recò a Roma per cercare sostegno contro Giugurta. Ma questi fece in tempo a corrompere la maggior parte dei senatori; Scauro fu tra i pochi che si schierarono dalla parte di Aderbale, "avendo più a cuore il bene e l'equità dell'oro". In Senato però prevalsero i partigiani di Giugurta e si decise di mandare una delegazione di senatori a stabilire i confini del territorio di Giugurta e di quello di Aderbale. A capo della delegazione fu posto Lucio Opimio, e molto probabilmente era uno tra gli oppositori più accaniti di Giugurta; questo potrebbe provare un'ulteriore connessione politica tra Opimio e Scauro, che si sarebbero trovati dello stesso parere riguardo alla questione giugurtina.
Nello stesso anno si candidò al consolato per il 116 a.C. ma fu inspiegabilmente battuto da Quinto Fabio Massimo Eburno, un altro rappresentante di una gens illustre e antica, quella dei Fabii. Quest'evento fu considerato sconcertante tanto dai contemporanei quanto dai posteri:
(Marco Tullio Cicerone, Pro Murena, 36.)
L'anno seguente Scauro si ricandidò al consolato, combattendo strenuamente per conseguirlo contro il rivale Publio Rutilio Rufo: vinse, ma Rutilio Rufo lo citò in giudizio de ambitu. Scauro fu assolto e accusò a sua volta Rutilio Rufo, con la stessa accusa; durante quest'ultimo processo Scauro fornì i libri contabili dell'imputato e in una registrazione stava scritta la sigla "AFPR": secondo l'accusa stava per "actum fide P. Rutili" (lett. "atto di credito di Publio Rutilio"), quindi un riferimento al pagamento di una tangente per il sostegno durante le elezioni, secondo la difesa stava per "ante factum post relatum" ("effettuato prima, registrato dopo"), quindi una semplice registrazione in ritardo. Un sostenitore di Rutilio, un cavaliere di nome Gaio Canio, propose una terza interpretazione: "Aemilius fecit, plectitur Rutilius" ("Lo fece Emilio, Rutilio se ne prende la colpa"), velando di ironia la questione. Si è ipotizzato che il processo fosse una contesa tra Scauro e Rufo per guadagnarsi il titolo di "protetto" dei Metelli, in quanto alcuni presumono che entrambi godessero del sostegno e del favore della famiglia.

### Consolato
L'anno del consolato di Scauro, il 115 a.C., rappresentò un enorme successo per la sua carriera: oltre alla più alta magistratura della repubblica, ottenne anche il titolo di princeps senatus, "primo senatore". Si potrebbe supporre che questo enorme successo sia dovuto a diversi elementi: la linea politica di Scauro, molto vicina alle istanze della nobilitas, dimostrata con l'appoggio alla repressione di Gaio Gracco di Lucio Opimio e che sembrerebbe avergli garantito il pieno supporto dell'aristocrazia senatoria e delle famiglie patrizie; la sua autorità morale, dimostrata anche dal suo schieramento a favore di Aderbale avvenuto qualche anno prima, e che lo portò a essere temuto da Giugurta stesso, nonché a mantenere il titolo di princeps senatus fino alla sua morte; il supporto dei Metelli, fattore discusso, secondo quelli a favore sarebbe stato ottenuto col matrimonio di Scauro alla figlia di Lucio Cecilio Metello Dalmatico, Cecilia Metella Dalmatica, e ciò implicherebbe che la nomina sarebbe stata concessa dal censore Lucio Cecilio Metello Diademato (anche se l'età di Cecilia Dalmatica lascia qualche difficoltà nell'accettare questa congettura) e il fatto che il collega di Scauro fosse Marco Cecilio Metello sarebbe una dimostrazione, secondo altri invece Scauro non sarebbe stato aiutato dai Metelli a raggiungere il consolato né il titolo di princeps senatus e il matrimonio sarebbe avvenuto intorno al 101 a.C.
Tra gli avvenimenti più importanti del suo consolato si può menzionare la pubblica umiliazione del pretore Publio Decio Subulone, cui strappò le vesti, ruppe la sella curule e proibì di svolgere le funzioni giudiziarie, per il fatto che non si era alzato al suo passaggio e a ciò si aggiunge anche il fatto che in passato Subulone aveva accusato Opimio. In seguito condusse una campagna contro il popolo gallico dei Carni riportando un successo e celebrando un trionfo (de Galleis Karneis) e soggiogò i liguri Taurisci; durante la campagna impose al suo esercito una disciplina così ferrea che un albero colmo di frutti vicino all'accampamento non fu toccato e i frutti rimasero dov'erano il giorno in cui fu costruito l'accampamento.
La sua attività legislativa durante il suo consolato diede luogo a due leggi:
- Una lex Aemilia sumptuaria che avrebbe limitato il lusso nelle tavole, fu contemporanea ad un editto dei censori Metello Diademato e Gneo Domizio Enobarbo.[57]
- Una lex Aemilia de libertinorum suffragiis, di contenuto ignoto, avrebbe accentuato l'inferiorità dei liberti riguardo al diritto di voto.[58] Mommsen sostiene che questa legge sia stata proposta quando Scauro era un edile.[59]

La natura dell'attività legislativa consolare di Scauro lo collocò in uno schieramento politico a favore della salvaguardia delle tradizioni romane e lo avvicinò ancora di più alle istanze della nobilitas; Bates paragona le sue riforme allo sforzo di Catone il Censore di mantenere la lex Oppia sumptuaria.

### Anni della guerra giugurtina
Nel 114 a.C. avvenne uno scandalo che coinvolgeva tre vergini vestali: Emilia, Licinia e Marzia; tutte e tre furono accusate di incesto e furono processate davanti al collegio dei pontefici: risultò condannata solo Emilia. Se Scauro in quell'anno era uno dei pontefici, deve aver ricoperto un ruolo nel processo, forse nella giuria: probabilmente il fatto stesso che una sua parente fosse stata condannata potrebbe essere un saggio del suo rigore (come poi dimostrerà anche il fato del figlio), dovuto all'auctoritas che si era costruito nel lungo andare degli anni e che gli aveva garantito il titolo di princeps senatus. In seguito il tribuno Sesto Peduceo fece approvare ai comitia la lex Peducaea de incestu virginum Vestalium, che disponeva di eleggere un incaricato di gestire dei procedimenti giudiziari sulle altre due vestali: fu eletto Lucio Cassio Longino Ravilla, che condannò sia Licinia sia Marzia. Più o meno nello stesso periodo Scauro venne accusato da un certo Marco Bruto de repetundis, in un processo in cui fu pronunciata l'oratio de pecuniis repetundis contra M. Brutum, ma uscì assolto, probabilmente in una posizione migliore di prima.
Nel 112 a.C. Giugurta attaccò nuovamente il fratello, rompendo la tregua e violando i confini precedentemente assegnati dalla delegazione di Opimio. Quando giunse la notizia dell'assedio di Cirta, capitale del regno di Aderbale, al Senato, Scauro fu mandato in una delegazione, di cui forse era il capo, con lo scopo di persuadere Giugurta a desistere dall'attacco: nei successivi quattro anni Scauro sarebbe stato personalmente coinvolto nelle relazioni tra Roma e la Numidia. Non appena Giugurta seppe dell'arrivo della delegazione cercò in ogni modo di far cadere la città il prima possibile, ma senza successo; si presentò allora nella provincia d'Africa per trattare con i senatori, ma l'incontro non ebbe successo (alcuni sostengono che Sallustio, nel menzionare questo episodio, lasci intendere che la legazione sarebbe stata corrotta, tesi rifiutata da altri) e Cirta, dopo aver saputo dell'incontro e del suo esito, si arrese e consegnò Aderbale a Giugurta, il quale lo torturò e lo uccise.
In seguito a tale episodio il Senato rimase riluttante riguardo alla scelta di dichiarare guerra, finché il tribuno Gaio Memmio non fece pressione per affidare a uno dei due consoli dell'anno seguente la provincia d'Africa e il comando della guerra in Numidia: fu eletto Lucio Calpurnio Bestia e tra i legati fu inserito lo stesso Scauro. Inizialmente Bestia condusse la guerra in modo deciso ed efficace, espugnando città e catturando prigionieri, ma poi Giugurta iniziò a mandare degli emissari con dell'oro per cercare di trattare con Bestia e Scauro, fin quando si incontrarono per stipulare una tregua più a vantaggio della Numidia che non di Roma. Sallustio accusa espressamente Scauro di essere stato complice di Bestia nell'episodio di corruzione che il re numida aveva orchestrato, ma alcuni studiosi hanno messo in dubbio il coinvolgimento di Scauro, sulla base della sua precedente opposizione a Giugurta e di una presunta faziosità di Sallustio nell'accusare i suoi avversari politici. Per indagare sulla faccenda, Gaio Memmio mandò Cassio Longino a prendere Giugurta per portarlo a Roma con un salvacondotto, affinché il re fosse interrogato sulla questione, ma, quando venne dato inizio all'interrogazione nel Campo Marzio, il tribuno Gaio Bebio pose il veto alle domande fatte al re.
Il comando della guerra venne quindi affidato a Spurio Postumio Albino, console nel 110 a.C., il quale, dopo aver scelto suo fratello come legato, si ritrovò alle prese con una situazione di corruzione quasi peggiore rispetto a quella del predecessore. A seguito di tali avvenimenti nel 109 a.C. il tribuno Gaio Mamilio Limetano fece approvare la lex Mamilia de coniuratione Iugurthina, che istituiva una commissione speciale di tre membri incaricata di giudicare i corrotti da Giugurta: Scauro fu nominato come uno dei tre commissari (per giustificare l'incongruenza di un probabilmente colpevole Scauro come membro della commissione, Sumner ha proposto che Sallustio facesse riferimento a Marco Aurelio Scauro quale uno dei tre commissari, invece Bates sostiene che tale nomina provi l'innocenza di Scauro). In qualità di commissario svolse sia una funzione di giudice sia di avvocato nei confronti di Bestia, che poi fu condannato all'esilio. Di questo processo rimane il racconto di un episodio:
(Marco Tullio Cicerone, De oratore, II, 283.)

### Censura

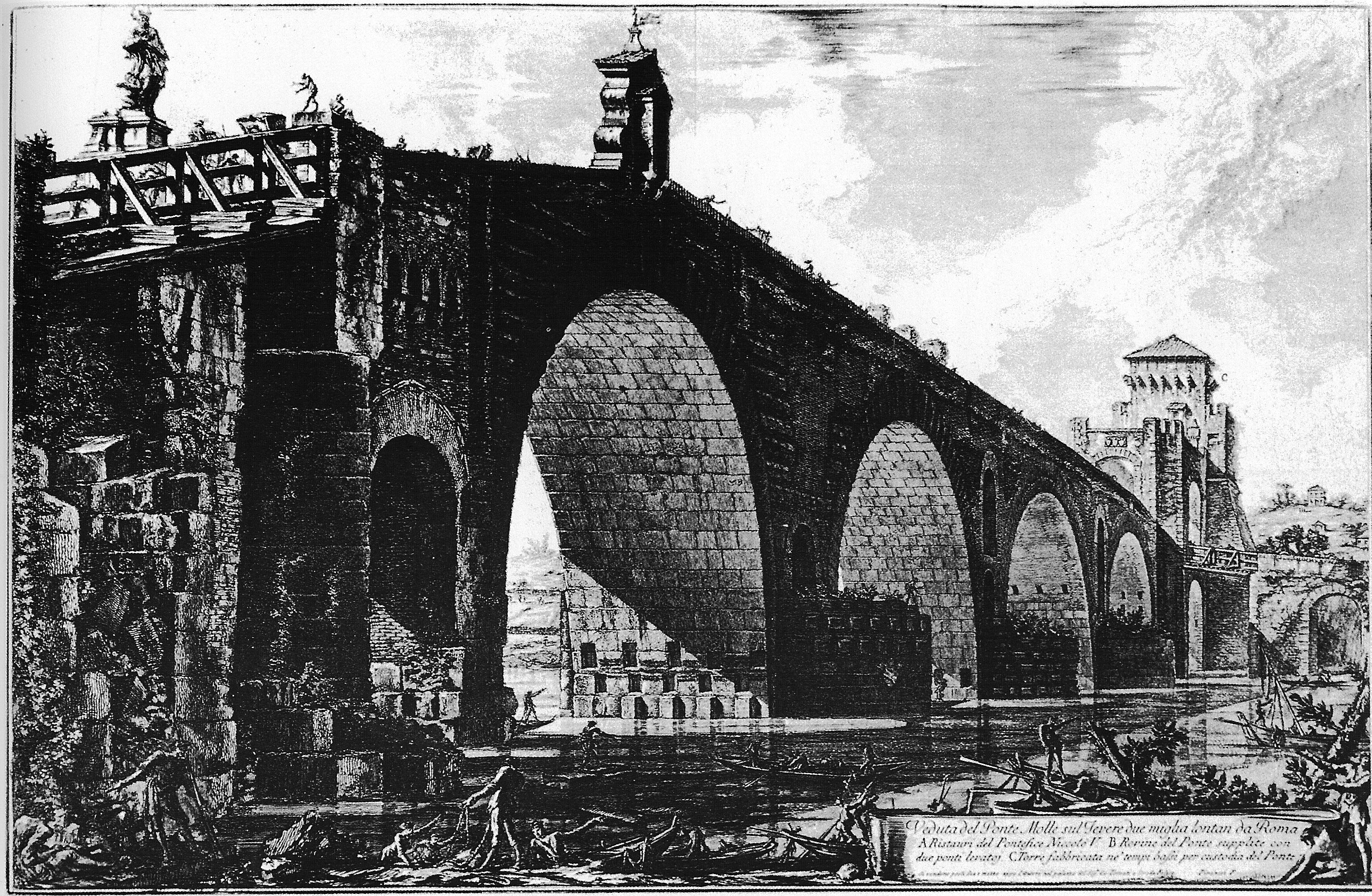
Il Ponte Milvio nel XVIII secolo.

Lo stesso anno della commissione mamiliana Scauro fu eletto censore insieme a Marco Livio Druso. Ricoprendo tale carica costruì lungo la riviera ligure la via Aemilia, una strada che partiva da Luni e, collegandosi alla Via Postumia, arrivava fino a Vada Sabatia, da cui proseguiva fino a Tortona passando per la Bocchetta di Altare. Fino a quel tempo la via Aurelia si interrompeva a Pisa a causa di ostacoli naturali (paludi costiere tra Pisa e Luni - denominate Fossae Papirianae - e bellicosi Apuani, sopravvissuti alla deportazione del 180 a.C., che stazionavano tra l'attuale Garfagnana e l'attuale Versilia). Ricostruì in muratura il Ponte Milvio, col quale la Via Flaminia passava sul Tevere.
Druso morì durante la loro censura e a Roma non venivano eletti censori suffetti perché era considerata un'offesa alla divinità, ma Scauro si oppose alla richiesta da parte dei tribuni di lasciare la carica, fino a che non fu minacciato di essere arrestato. Fraccaro ha ipotizzato che il censore volesse assicurarsi con tale magistratura che le disposizioni della sua lex Aemilia de libertinorum suffragiis entrassero in vigore.

### Anni seguenti e opposizione a Saturnino

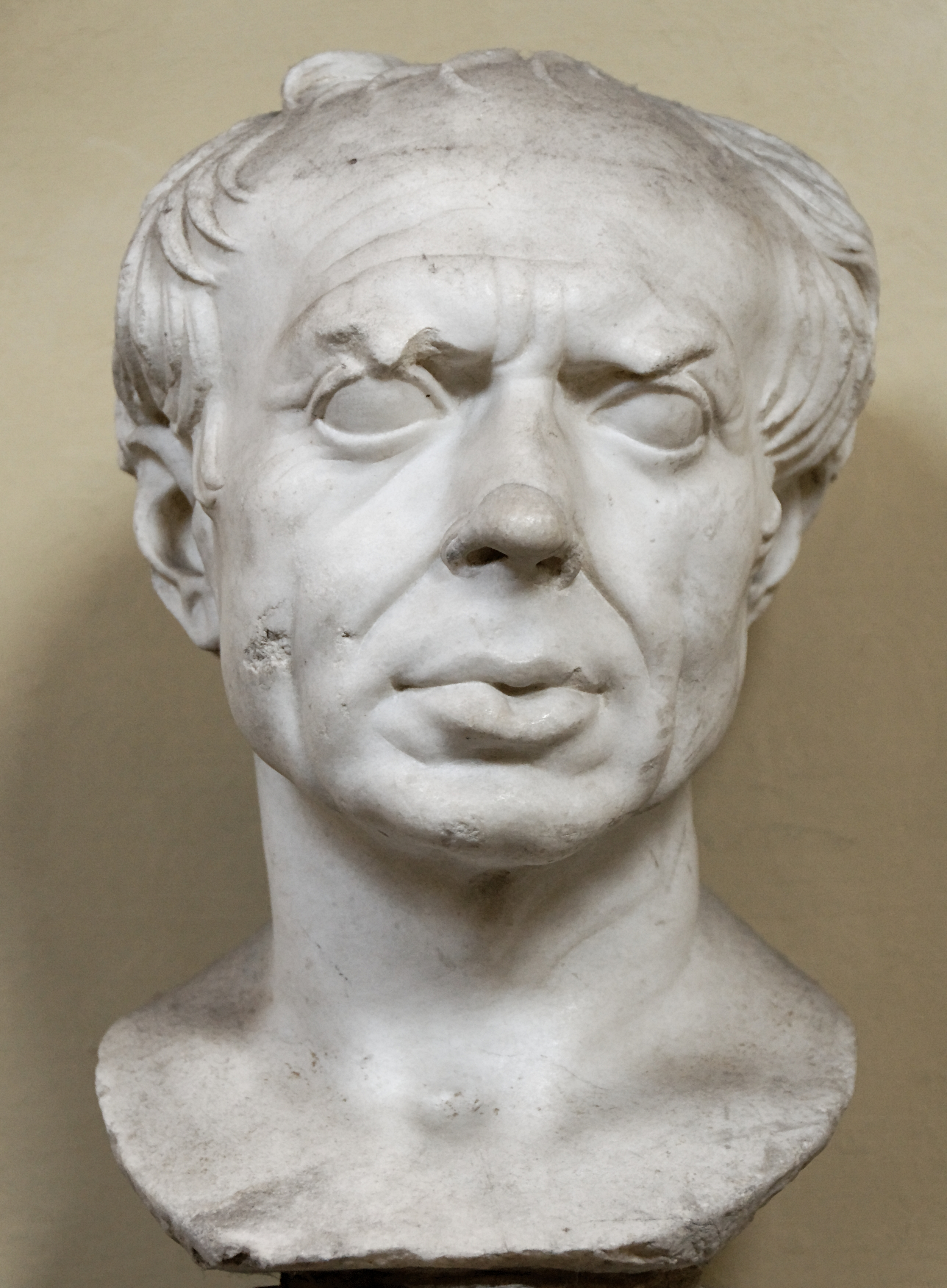
Busto di Gaio Mario al Museo Chiaramonti.

Nel 104 a.C. Scauro era uno dei membri del collegio dei pontefici. In quell'anno ebbe luogo un grande aumento del prezzo del grano e il Senato incolpò di tale evento il questore ostiense, Lucio Apuleio Saturnino, cui venne tolta la magistratura e i cui compiti (cura annonae) furono conferiti a Scauro, forse per aumentare la popolarità del partito senatorio. Secondo Cicerone fu tale decisione del Senato a portare Saturnino a diventare un accanito demagogo populista con il desiderio di ricoprire il tribunato della plebe, a cui si candidò per l'anno seguente per attuare riforme che minassero l'autorità del Senato e dell'aristocrazia, ma si potrebbe ipotizzare che Scauro avesse agito dopo che Saturnino si era già dichiarato esponente dei populares. Nei successivi anni Saturnino fu appoggiato da Gaio Mario e si ricandidò al tribunato, facendo della sua magistratura un elemento di pressione sul Senato e proponendo leggi che gli avrebbero garantito una maggiore popolarità tra le masse del popolo. Anche se l'identità politica di Scauro si può a grandi linee identificare in quella degli ottimati e dei boni, non è detto che si sia opposto ad ognuna delle proposte di Saturnino per partito preso: sostenne per esempio la proposta di affidare a Mario il comando delle guerre cimbriche.
Nello stesso anno il tribuno Gneo Domizio Enobarbo accusò Scauro di non aver condotto in modo giusto secondo diritto divino alcune funzioni religiose, però l'accusa era probabilmente dovuta al fatto che Domizio non era stato cooptato nel collegio dei pontefici alla morte del padre, come lascerebbe infatti intuire la promulgazione della lex Domitia de sacerdotiis, che assegnava a diciassette tribù la scelta dei sacerdoti. Anche se uno degli schiavi di Scauro propose di testimoniare contro il suo padrone a Domizio, questi rifiutò per il senso del suo onore e Scauro fu assolto.
Nel 103 a.C. uno dei maggiori eventi fu il processo a Quinto Servilio Cepione, che due anni prima aveva rifiutato di collaborare col suo collega Gneo Mallio Massimo, causando la sconfitta di Arausio, a ciò si aggiunse anche la quaestio auri Tolosani. Cepione fu processato in base alla nuova lex Appuleia de maiestate minuta, accusato dal tribuno Gaio Norbano e difeso da Scauro, in quanto la sua condanna avrebbe implicato gravi ripercussioni sull'autorità del senato. In tale processo Scauro fu colpito alla testa da una pietra dopo che i tribuni Lucio Cotta e Tito Didio ebbero tentato di porre il veto. Cepione fu condannato, perciò il partito senatorio avviò dei procedimenti giudiziari nei confronti di Gaio Flavio Fimbria e di Gaio Memmio, accusati de repetundis con una testimonianza di Scauro a favore della difesa, ma furono probabilmente scagionati.
Nel 102 a.C. il figlio di Scauro fuggì da uno scontro militare mentre comandava una delle legioni sotto Quinto Lutazio Catulo Cesare e, tornato a Roma, non appena Scauro padre ebbe udito il racconto, gli vietò di ripresentarsi al suo cospetto, così il figlio si suicidò. Intorno a quell'anno si presentarono nell'Urbe alcuni ambasciatori di Mitridate VI del Ponto, che Saturnino screditò pubblicamente; gli ottimati, tra cui forse anche Scauro, spinsero gli ambasciatori ad accusare Saturnino di aver violato la sacralità degli ambasciatori, ma questi iniziò a chiedere teatralmente aiuto alla plebe e fu assolto.
Nel 100 a.C. fu approvata ai comitia la lex Appuleia agraria, che disponeva la distribuzione delle nuove terre conquistate ai Cimbri per tutti i veterani di Mario, con una clausola che prevedeva che tutti i senatori giurassero che questa legge venisse rispettata, pena l'esilio. A queste condizioni Quinto Cecilio Metello Numidico, uno dei più accaniti oppositori di Saturnino, preferì l'esilio. Le fonti non menzionano la posizione di Scauro in merito a questa legge. Il giorno delle elezioni per l'anno successivo però Gaio Memmio, candidato al consolato, fu assassinato da Saturnino e da un altro candidato, Gaio Servilio Glaucia, causando il punto definitivo di rottura tra il Senato e Saturnino: il Senato promulgò il senatus consultum ultimum e il princeps senatus incitò personalmente Mario ad agire contro i due ribelli, che si rifugiarono sul Campidoglio; ma, dopo che furono tolti loro i rifornimenti d'acqua, si arresero e furono rinchiusi nella Curia Hostilia, dove furono uccisi con delle tegole, lanciate dall'alto della Curia.
Cicerone fornisce una descrizione della partecipazione di Scauro nella repressione:
(Marco Tullio Cicerone,Pro Rabirio perduellionis reo, 21.)
Simile ritratto fornisce Valerio Massimo, che scrive che Scauro stette in piedi alla porta della Curia, armato e appoggiato su una lancia e, morente, chiese a tutti i presenti di vendicare la sua morte uccidendo Saturnino. Si tratta di un ritratto incongruente e romanzato, in quanto nella stessa opera di Valerio Massimo Scauro riappare nel processo contro Norbano, cinque anni dopo.

### Ultimi anni
Le informazioni riguardo Scauro dell'ultimo decennio della sua vita sono frammentarie e perlopiù discusse da studiosi quali Badian, Gabba, Gruen e Luce. Non è chiaro il suo coinvolgimento in un'eventuale delegazione inviata in Asia, che molti studiosi fanno fatica a datare o a confermare, tenendo anche conto delle condizioni di salute che Scauro doveva avere all'epoca. Un viaggio in Asia fu intrapreso da Gaio Mario, al cui ritorno furono inviati Quinto Muzio Scevola e Publio Rutilio Rufo, in modo da alleggerire la situazione nella provincia, tremendamente destabilizzata dalle azioni dei pubblicani. Secondo alcuni Scauro avrebbe supportato la gestione della situazione asiatica collaborando con Mario, segno della sua disponibilità ad appoggiare figure non necessariamente appartenenti al suo solo partito politico (Badian rifiuta una collaborazione tra Scauro e Mario, sulla base di un passo di Plinio il Vecchio ancora discusso).
Nel 95 a.C. si svolsero quasi in contemporanea due processi politici: Gaio Norbano venne accusato da Publio Sulpicio Rufo sulla base della lex Appuleia de maiestate minuta per aver agito con violenza sui tribuni della plebe e Quinto Servilio Cepione fu accusato sempre di violenza sul tribuno Saturnino. Scauro probabilmente prese parte a entrambi i processi, nell'accusa contro Norbano e nella difesa per Cepione. Nello stesso anno lo schieramento di Scauro supportò la lex Licinia Mucia, una legge che puniva tutti coloro che, durante la censura di Marco Antonio Oratore e Lucio Valerio Flacco, si erano indebitamente appropriati della cittadinanza romana, considerata una delle cause della guerra sociale; probabilmente il supporto dei boni non era dovuto ad un diretto risentimento nei confronti degli italici, quanto al desiderio di punire un'azione semplicemente considerata illegale (tenendo anche in considerazione che in questo periodo Scauro stava facendo da mentore al futuro tribuno Druso), anche se altre tesi sostengono che Scauro e i boni cercassero di minare lo schieramento mariano.
In Asia Scevola e Rutilio Rufo svolsero un'amministrazione severissima che riuscì a riportare stabilità nella provincia, alienandosi però i rapporti con l'ordine equestre: questo risentimento nel 92 a.C. portò al processo di Rutilio Rufo per estorsione, un capo d'accusa di cui Rufo era senza dubbio innocente, ma che lo portò alla condanna. Scauro e Rufo, un tempo rivali, si erano probabilmente riconciliati ed è probabile che il primo abbia testimoniato a favore del secondo. A seguito di tale processo fu accusato Scauro stesso, nuovamente de repetundis, sulla base della lex Servilia Glaucia, da quello stesso Cepione che il princeps senatus aveva difeso tre anni prima, che aveva abbandonato lo schieramento filosenatorio per diventare un fautore dell'ordine equestre ed era probabilmente risentito per la mancata assoluzione del padre, tanto più che Asconio stesso sostiene che l'accusa era dovuta ad un rancore personale. L'accusa nel dettaglio era di aver ricevuto denaro da parte di un colpevole di estorsione, in particolare di un mariano. Secondo Bates, prima di essere accusato, fu Scauro ad accusare Cepione ed entrambi furono assolti. Nell'oratio contra Q. Caepionem si riferì all'avversario con i termini "nefarius vulturius, patriae parricida" e "vulturius rei publicae".
L'anno successivo Marco Livio Druso si candidò alla carica di tribuno della plebe per attuare un programma di orientamento filosenatorio. Scauro era stato collega del padre di Druso nella censura e rimase alla testa dei consiglieri del giovane Druso per tutto il tribunato di questi. Probabilmente fu proprio il processo di Cepione e il sostegno di questi all'ordine equestre ad aver portato Scauro a consigliare al giovane Druso di promulgare la lex Livia iudiciaria, che divideva la composizione delle giurie tra l'ordine senatorio e quello equestre, sottraendo l'esclusività di questo diritto per i cavalieri, come stabilito dalla lex Servilia Glaucia; e attenendosi alla politica di conciliazione tra il Senato e i cavalieri tipica della legislazione di Druso, come l'inserimento di cavalieri nel Senato. L'ultima proposta di Druso era la naturalizzazione di tutta l'Italia, ma, dopo che ebbe proposto la legge in merito, fu assassinato, segnando lo scoppio della guerra sociale.
Il collegamento tra Scauro e Livio costò al vecchio princeps senatus un'ulteriore accusa di fronte alla lex Varia de maiestate, incaricata di giudicare i colpevoli di aver incitato alle armi gli alleati italici. Prima di un vero e proprio procedimento giudiziario, Scauro venne apostrofato in pubblico in una contio da Quinto Vario Severo Ibrida Sucronense come colpevole, al che rispose:
(De viris illustribus urbis Romae, 72, 11.)
Cepione però intentò un processo sulla base della legge, portando nuovamente il vecchio princeps senatus di fronte ad una quaestio: non si sa l'esito del processo.
La morte di Scauro si colloca dopo lo scoppio della guerra sociale, secondo Bates potrebbe essere nel 90 a.C., durante il suo processo, perché sarebbe poco probabile che Scauro, da sempre difensore dell'autorità e delle prerogative del Senato, fosse stato assolto con una giuria composta da equiti; secondo Tansey morì tra la metà di novembre dell'89 a.C. e febbraio dell'88 a.C., sopravvivendo a Cepione e riuscendo ad essere riconfermato princeps senatus nell'89.

## Opere letterarie
Scauro fu uno dei primi Romani a scrivere un'autobiografia, il De vita sua, suddiviso in tre libri e dedicato all'avvocato Lucio Fufidio. Secondo Cicerone, queste memorie autobiografiche erano estremamente utili per la lettura, ma, già intorno al 46 a.C., nessuno le leggeva più. La sua opera è citata da Frontino e Valerio Massimo e probabilmente fornisce alcuni passaggi dell'opera De viris illustribus urbis Romae.
Emilio Scauro ebbe una vasta esperienza come oratore, ma "non raggiunse la più alta fama oratoria".
(Marco Tullio Cicerone, Brutus, 111-112.)
Cicerone riteneva quindi che il suo stile non fosse adatto ai casi giudiziari. Dell'intera oratoria di Scauro rimangono solo due citazioni dal grammatico Flavio Sosipatro Carisio, dalle orazioni Contra M. Brutum de pecuniis repetundis e Contra Q. Caepionem actione II.

## Famiglia
La sua prima moglie è sconosciuta, ma da questa ebbe il suo primo figlio, legato contro i Cimbri, che si suicidò quando suo padre dichiarò di non volerlo mai più vedere per la sua codardia. In seguito sposò la figlia di Lucio Cecilio Metello Dalmatico, Cecilia Metella Dalmatica, da cui ebbe il figlio omonimo Marco Emilio Scauro, pretore nel 56 a.C., coinvolto in uno scandalo elettorale, e la figlia Emilia Scaura, moglie di Manio Acilio Glabrione e in seguito seconda moglie di Gneo Pompeo Magno. Dopo la morte di Marco Scauro, Cecilia sposò il dittatore Lucio Cornelio Silla.

## Valutazione e interpretazione del personaggio

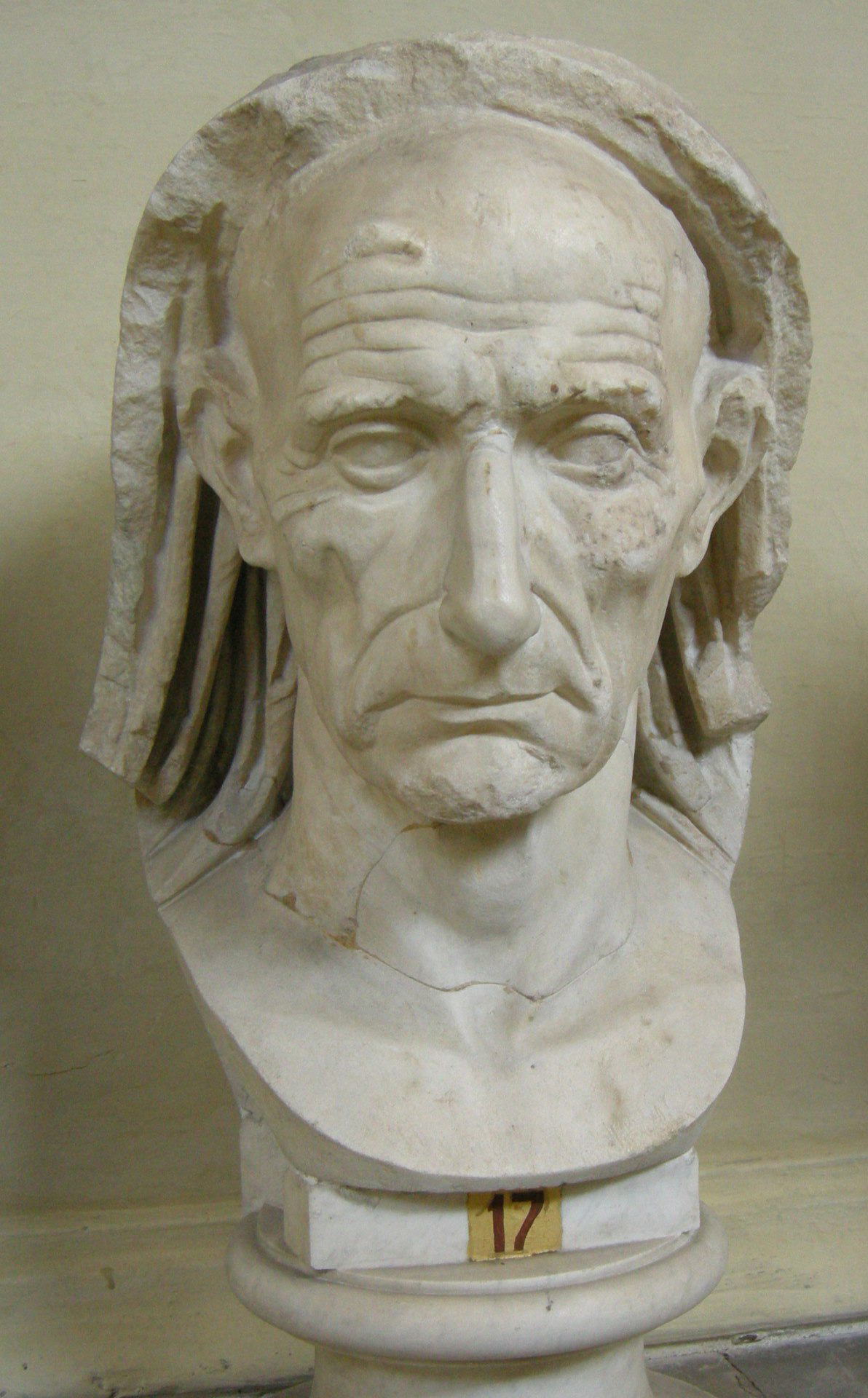
Busto marmoreo del I secolo a.C. al Museo Chiaramonti, si è ipotizzato raffigurasse Scauro.

### Fonti
La figura di Scauro viene allo stesso tempo celebrata e denigrata dalle fonti antiche: Cicerone innalza Scauro come uno dei più grandi statisti romani, lodandone i servizi per la patria. Per lui Scauro è un uomo di importanza, razionalità e impegno, lo identifica come non solo il primo tra i senatori, ma il primo dell'Urbe.
(Marco Tullio Cicerone, Oratio pro Sestio, 101.)
Un'opposta visione ha Sallustio, che sostiene che Scauro era un avido maestro della manipolazione, capace di nascondere la sua brama, e lo accusa di aver accettato tangenti da Giugurta, secondo il suo moralismo storiografico di dichiarata appartenenza cesariana che caratterizza non solo il Bellum Iugurthinum.

### Storiografia
Anche gli studiosi sono stati a lungo discordi nel definire un ritratto politico ed etico di Scauro, anche per la mancanza di fonti dirette oltre a Sallustio e Cicerone. Per molto tempo si è dato un gran credito alla figura di uno Scauro avido di denaro e manipolatore come lo presenta Sallustio: Mommsen lo descrive come un senatore corruttibile come qualunque altro, ma in grado di mascherare la sua avidità con l'interesse per la repubblica nei momenti più drastici. Ma negli ultimi anni la storiografia ha radicalmente cambiato idea su diversi aspetti, riconsiderando il punto di vista di Sallustio come fazioso e strettamente collegato ai populares cesariani con l'intenzione di sfigurare la nobilitas: su questa linea si basano le monografie di Gustave Bloch, Richard Larry Bates ed Ernst Badian.
Molto discussa è stata la veridicità del racconto in merito alla corruzione da parte di Giugurta, rifiutata da alcuni e sottolineata da altri. Un altro argomento di discussione è stato l'appoggio di Scauro ai Metelli e a Mario, dove Ernst Badian rifiuta una collaborazione tra Mario e Scauro, vedendolo più come un semplice esponente capo della fazione dei boni, mentre Israel Shatzman nega un appoggio dei Metelli e vede Scauro come una figura politicamente mobile, che è riuscita a costruirsi la propria fortuna senza fare affidamento su uno schieramento, una figura o un'istituzione politica di parte definita.
Nella monografia di Bates la figura di Scauro viene spesso accostata a quella di Catone il Censore, in quanto entrambi gli uomini combatterebbero per salvaguardare gli interessi dello Stato e adeguarlo alle nuove necessità di cambiamento senza sovvertirlo, ma basandosi puramente sulla sua costituzione.

## Nella cultura di massa
Scauro è uno dei principali personaggi dei primi due libri della saga di Colleen McCullough, I signori di Roma. Appare ne I giorni del potere e ne I giorni della gloria, in relazione agli eventi degli anni 110-90 a.C., dove inizialmente è tra i più accaniti conservatori, in seguito quasi un vecchio amico di Gaio Mario e un mentore di Marco Livio Druso.

### Fonti antiche
- (GRC) Appiano di Alessandria, Guerre Civili, Storia Romana,  XXVII-XL.
- (LA) Quinto Asconio Pediano, Orationum Ciceronis quinque enarratio.
- (LA) Sesto Aurelio Vittore Afro?, De viris illustribus urbis Romae,  72.
- (LA) Tito Livio, Ab Urbe Condita libri.
- (LA) Gaio Sallustio Crispo, Bellum Iugurthinum,  XV-XL.
- (LA) Valerio Massimo, Factorum et dictorum memorabilium libri IX.
- (LA) Marco Tullio Cicerone, Brutus.
- (LA) Marco Tullio Cicerone, De oratore,  II.

### Studi moderni
- (EN) Ernst Badian, Caepio and Norbanus: Notes on the Decade 100-90 B.C., in Historia: Zeitschrift Für Alte Geschichte, vol. 6, n. 3, 1957,  pp. 318-346.
- (EN) Ernst Badian, P. Decius P. f. Subulo: An Orator of the Time of the Gracchi., in The Journal of Roman Studies, vol. 46, n. 3, 1956,  pp. 91-96.
- (EN) Ernst Badian, Q. Mucius Scaevola and the Province of Asia, in Athenaeum, n. 34, 1956,  pp. 104-123.
- (EN) Ernst Badian, Studies in Greek and Roman History, Oxford, 1964.
- (EN) Ernst Badian, Sulla's augurate, in Arethusa, vol. 1, n. 1, The Johns Hopkins University Press, 1968,  pp. 26-46.
- (EN) Ernst Badian, Sulla's Cilician Command, in Athenaeum, n. 37, 1959,  pp. 279-303.
- (EN) Richard Larry Bates, ‘Rex in Senatu’: A Political Biography of M. Aemilius Scaurus., in Proceedings of the American Philosophical Society, vol. 130, n. 3, 1986.
- (FR) Gustave Bloch, M. Aemilius Scaurus: étude sur l'histoire des partis au VIIe siècle de Rome, in Mélanges d'histoire ancienne, Paris, Félix Alcan éditeur, 1909,  pp. 1-80.
- (EN) T. Robert S. Broughton, The Magistrates of the Roman Republic, a cura di Phillip H. De Lacy, collana Philological Monographs, I, 1ª ed., New York, American Philological Association, 1952.
- (EN) T. Robert S. Broughton, The Magistrates of the Roman Republic, a cura di Phillip H. De Lacy, collana Philological Monographs, II, 1ª ed., New York, American Philological Association, 1952.
- Anthony Everitt, Cicerone. Vita e passioni di un intellettuale, traduzione di Lorenzo Argentieri, 1ª ed. italiana, Roma, Carocci editore S.p.A., set 2003  [2001],  p. 44, ISBN 88-430-2714-X.
- Plinio Fraccaro, Scauriana, in Opuscula, II, Pavia, 1957,  pp. 125-147.
- Emilio Gabba, Politica e cultura in Roma del I sec., in Athenaeum, n. 31, 1953,  pp. 259-272.
- (EN) Erich Stephen Gruen, Roman Politics and the Criminal Courts, 149-78 B.C., in Mélanges d'histoire ancienne: Bibliothèque de la Faculté des Lettres de l'Université de Paris, Cambridge, Mass., 5 feb 1968.
- (DE) Elimar Klebs, Aemilius 140, in Paulys Realencyclopädie der classischen Altertumswissenschaft, I, 1, 1893  [1837],  pp. 584-588.
- (EN) T. J. Luce, Marius and the Mithridatic Command, in Historia: Zeitschrift für Alte Geschichte, vol. 19, n. 2, Franz Steiner Verlag, 1970,  pp. 161-194.
- (LA) Enrica Malcovati, Oratorum Romanorum fragmenta liberae rei publicae, G.B. Paravia & C., 1976,  pp. 162-167.
- Theodor Mommsen, IV. Il governo della restaurazione, in Antonio Quattrini (a cura di), La rivoluzione. Parte prima: Fino alla prima restaurazione di Silla, Storia di Roma., traduzione di Antonio Quattrini, E-text, 1º mar 2018,  p. 211, ISBN 9788828100362.
- Ettore Pais, I frammenti all'autobiografia di M. Emilio Scauro e la lex Varia de maiestate, in Rendiconti della Reale Accademia dei Lincei. Classe di scienze morali, storiche e filologiche, serie V, vol. 10, 1901,  pp. 50-60, ISSN 1124-5034 (WC · ACNP).
- (EN) Israel Shatzman, Scaurus, Marius and the Metelli: a prosopographical-factional case., in Ancient Society, vol. 5, 1974,  pp. 197-222.
- Giovanni Rotondi, Leges publicae populi romani: elenco cronologico con una introduzione sull'attività legislativa dei comizi romani, 1ª ed., Società editrice libraria, 1952,  pp. 320-321, 331. URL consultato il 7 mar 2021.